# Flugplatz Arboga

i7
i11
i13
Der Flugplatz Arboga (Schwedisch: Arboga Flygplats, ICAO-Code: ESQO) ist ein Militärflugplatz bei Arboga, Schweden.

## Lage
Der Flugplatz liegt südöstlich der Kernstadt, auf der gegenüberliegenden Seite des Flusses Arbogaån auf einer Höhe von 10 m AMSL. Er ist über die Europastraße 20 zu erreichen.

## Flugbetrieb und Infrastruktur
Der Flugplatz verfügt über eine 2000 m lange, 40 m breite Asphaltpiste mit der Ausrichtung 15/33. Als Militärflugplatz (PPR) mit eingeschränktem Zivilflugbetrieb ist er nur für Flüge nach Sichtflugregeln (VFR) zugelassen.

## Geschichte
Vom 11. bis zum 25. Juli 2011 war das Fluggelände Schauplatz der Segelflug-Weltmeisterschaft der Frauen, bei der Flugzeuge der Wettbewerbsklassen 15 Meter, Club und Standard an den Start gingen. Organisator war neben dem Schwedischen Segelflugverband auch der heimische Arboga Flygklubb.
Vor der Weltmeisterschaft fand vom 3. bis 10. Juli 2011 die Weltmeisterschaft für Segelflugmodelle der Klasse F3K statt.